# The Incredible Hulk Returns
The Incredible Hulk Returns is een Amerikaanse televisiefilm uit 1988 gebaseerd op het Marvel Comics strippersonage de Hulk. De film is de eerste van drie televisiefilms gemaakt naar aanleiding van de live-action televisieserie over de Hulk.
Net als in de televisieserie werd de rol van David Banner gespeeld door Bill Bixby, en die van zijn alter ego de Hulk door Lou Ferrigno.

## Verhaal
Jaren geleden veranderde dr. Bruce Banner door een mislukt experiment in de Hulk. Hierna sloeg hij op de vlucht en probeerde zijn bestaan verborgen te houden voor de buitenwereld.
Inmiddels is de Hulk al twee jaar niet meer gezien. David heeft namelijk een apparaat ontwikkeld genaamd de Gamma Transponder, waarmee hij zichzelf kan ontdoen van de gammastraling die hem in de Hulk veranderde. Helaas wordt het apparaat gestolen, en wordt Davids vriendin Maggie Shaw ontvoerd.
Ondertussen ontdekt Donald Blake, een oude studiegenoot van David, wat er met David gebeurd is. Zelf beschikt Donald ook over speciale krachten. Op een expeditie in Noorwegen vond hij een magische hamer, waarmee hij de Noorse dondergod Thor kan oproepen. Donald ziet deze kracht als een last, en wil dat David hem helpt hier vanaf te komen.
Al snel blijkt echter dat zowel David als Donald hun plannen om te worden genezen van hun gaven/lasten moeten opgeven, daar zowel de Hulk als Thor nodig zijn om de wereld te helpen.

## Rolverdeling
| Acteur            | Personage              |
| ----------------- | ---------------------- |
| Bill Bixby        | Dr. David Bruce Banner |
| Lou Ferrigno      | de Hulk                |
| Jack Colvin       | Jack McGee             |
| Lee Purcell       | Maggie Shaw            |
| Steve Levitt      | Donald Blake           |
| Eric Allan Kramer | Thor                   |
| Jay Baker         | Zack Lambert           |
| John Gabriel      | Joshua Lambert         |
| Tim Thomerson     | Jack LeBeau            |